# 13 Egeria
13 Egeria, asteroid glavnog pojasa. Otkrio ga je Annibale de Gasparis, 2. studenog 1850. iz Napulja. 

## Vanjske poveznice
- Minor Planet Center

… |  12 Victoria  | 13 Egeria |  14 Irene | …